# Diamanti (film 2024)
Diamanti  è un film del 2024 co-scritto e diretto da Ferzan Özpetek.
Si tratta del quindicesimo film di Özpetek, con un cast corale che ha tra le protagoniste diciotto attrici.

## Trama
Roma, oggi. Ferzan Özpetek convoca attrici e attori con cui ha lavorato nel corso degli anni, più alcuni volti nuovi, per sottoporre loro il copione del suo prossimo film, Diamanti. La trama del film si alterna ad alcune sedute di lettura a cui prendono parte il regista e le attrici protagoniste. Durante una di esse, Elena Sofia Ricci dichiara di non poter prendere parte alla lavorazione del lungometraggio per stare accanto a una sua amica malata: Ferzan dovrà quindi eliminare il suo personaggio, la fondatrice della sartoria e madre delle titolari, che per esigenza scenica sarà quindi morta anni prima dell'anno di rappresentazione del film.
Roma, 1974. Le sorelle Alberta e Gabriella Canova possiedono e dirigono una grande sartoria specializzata in costumi per il cinema e il teatro, nella quale lavorano diverse donne. In questo microcosmo al femminile si intrecciano molte storie: la capo sarta Nina ha un figlio che non esce mai dalla sua stanza, nemmeno per mangiare o andare a scuola, vivendo un disagio esistenziale che non riesce a comunicare ai genitori; la ricamatrice Eleonora, vedova, alle prese con la nipote Beatrice, che vive fervente il periodo dell'impegno politico e ha allacciato una segreta storia d'amore con Ennio, il segretario della sartoria; la tingitrice Carlotta; la modista Paolina, madre single del piccolo Simone, in difficoltà economica essendo stata lasciata da sola dal padre turco di suo figlio a badare al bambino; la sarta Nicoletta, che viene maltrattata, umiliata e picchiata dal marito violento, Bruno, al punto di essere minacciata di morte; Fausta, una single ironica e sensibile al fascino maschile; Giuseppina, una giovane apprendista appena arrivata; Silvana, cuoca delle sorelle Canova, ex ballerina che ha sempre una parola di conforto e un pasto caldo per tutti.
All'atelier si presenta Bianca Vega, costumista premio Oscar che commissiona gli abiti per un'importante produzione cinematografica, le cui riprese sono imminenti. La lavorazione dei costumi comporta un sovraccarico di lavoro e tensioni, dovuto sia alla severità di Alberta che al carattere esigente di Bianca. Le sarte trovano sempre il modo di reagire alle piccole e grandi sfide con forza e ironia, riuscendo anche a sistemare le proprie vite: Nina riuscirà a far uscire suo figlio dalla catatonia; Eleonora, costretta a nascondere Beatrice nell'atelier, ne farà emergere il talento artistico sartoriale, al punto che Alberta la assumerà; il piccolo Simone viene nascosto nell'atelier da Paolina, che non può permettersi una baby sitter: una volta scopertolo, Alberta si offrirà di aiutare economicamente sua madre e di sostenere le spese della sua istruzione. Fausta e le altre, infine, cercheranno di difendere Nicoletta da Bruno, ma sarà proprio l'amica a rivoltare contro il marito la sua stessa violenza, sopprimendolo, in tal modo ritrovando la libertà.
Anche la vita delle sorelle Canova subisce degli scossoni: Alberta riceve la visita di Leonardo, una vecchia fiamma che l'aveva abbandonata a Parigi dopo averle promesso di stare insieme. Gabriella si crogiola invece nel trauma della tragica e prematura morte di sua figlia per colpa di un incidente stradale mentre la piccola attraversava le strisce pedonali, trovando conforto nell'alcolismo. A supportare le due donne c'è l'anziana zia Olga, con la quale condividono regolarmente dei pranzi. Durante uno di questi, Alberta scoprirà casualmente Leonardo insieme a sua moglie, venendo così a sapere che egli l'aveva lasciata per stare accanto alla donna dopo che ella era rimasta paralizzata per un incidente. Alberta darà all'uomo un doloroso ma definitivo addio. In seguito, a causa di un'ubriacatura di Gabriella, si verificherà lo spiacevole incontro tra le rivali Alida Borghese e Sofia Volpi, attrici rispettivamente di teatro e di cinema, che farà rischiare alle sorelle la perdita di entrambe le clienti. Alberta affronta Gabriella, costringendola a scendere a patti una volta per tutte col proprio dolore.
La lavorazione degli abiti procede tra alti e bassi, fino a che non rimane da confezionare solo l'abito della scena finale della protagonista, del quale l'eccentrico regista del film non è mai soddisfatto. Bianca rivela allora tutte le proprie insicurezze, spiegando che nonostante l'Oscar ella si sente comunque inadeguata. Le sarte, consapevoli dell'umanità che traspare sotto la scorza della severità di Alberta e dell'intransigenza di Bianca, si uniranno solidali per superare l'impasse: durante l'annuale pranzo di anniversario dell'atelier, tutte quante si mettono al lavoro un'intera notte per creare un sontuoso costume elaborato dal bozzetto originario di Bianca L'abito sarà talmente bello che a nessuno importerà più il giudizio del regista.
Al termine delle riprese, Özpetek si aggira per il set ormai vuoto, rievocando le scene e rivivendo le emozioni della lavorazione, trovando una sfera che Silvana aveva regalato al figlio di Paolina, quasi a insinuare che quel bambino cresciuto nell'atelier fosse il regista stesso o un suo alter ego. Qui ritrova anche Elena Sofia Ricci, vestita con un abito di scena: pur depennato dal copione, il suo personaggio ha comunque avuto un peso nella storia. L'attrice ricorda allora al regista che la magia del cinema non sta in quello che si vede, ma in quello che si sente. Il regista stesso dedicherà il film a Mariangela Melato, Virna Lisi e Monica Vitti, oltre che a tutte le donne.

## Produzione
Le riprese si sono svolte a Roma, nel quartiere di Testaccio; sono cominciate il 4 luglio 2024 e si sono protratte fino a fine agosto dello stesso anno.
Ferzan Ozpetek ha dichiarato di aver tratto ispirazione per il film dai suoi primi anni nel cinema come aiuto regista, quando frequentava celebri sartorie di cinema e teatro, luoghi popolati principalmente da donne, riferendosi anche alla sua infanzia trascorsa tra sole donne. Così il mondo del costume come elemento narrativo e artistico centrale, mostrando anche abiti iconici come quelli di Claudia Cardinale ne Il Gattopardo e di Romy Schneider in Ludwig.
La produzione si è avvalsa della collaborazione della Sartoria Tirelli, che ha fornito accesso ai suoi preziosi e storici archivi e coinvolgendo tutto il cast femminile per apprendere al meglio la vita e lo stile di lavoro di una grande sartoria, oltre a tutti gli aspetti tecnici della produzione sartoriale. Tra i costumi più imponenti, sono stati usati un abito rosso, realizzato con oltre 160 metri di tessuto e doppiato in crinolina nera, e un abito teatrale con una crinolina di otto metri. La pellicola, girata interamente a Roma, è un omaggio anche alla tradizione artigianale e alla creatività italiane.

## Colonna sonora
La colonna sonora è stata composta da Giuliano Taviani e Carmelo Travia. I brani sono stati eseguiti dalla Roma Film Orchestra diretta dal direttore d'orchestra  Alessandro Molinari e registrate presso la Digital Records di Roma.
La canzone tema del film, inclusa nei titoli di coda, è Diamanti, scritta e interpretata da Giorgia, che è ritornata a collaborare con Ferzan Özpetek a 21 anni di distanza da La finestra di fronte, per cui aveva inciso Gocce di memoria. La colonna sonora include anche la canzone L'amore vero, scritta da Matteo Mancini e Gianni Bindi e interpretata da Mina, tratta dal suo album del 2024, Gassa d'amante.

## Distribuzione
Il film è stato distribuito nelle sale cinematografiche italiane a partire dal 19 dicembre 2024.
È stato successivamente trasmesso in TV in esclusiva su Sky Cinema il 20 aprile 2025.

## Accoglienza

### Incassi
Il film ha incassato 16337772 €.

### Critica
Il film ha ricevuto recensioni generalmente favorevoli dalla critica cinematografica.
Alessandra De Luca di Ciak afferma che sebbene «l’universo femminile è sempre stato presente nel cinema del regista», nel film lo pone al centro della narrazione «mescolando sapientemente commedia e melodramma» e adottando «la consueta sfacciataggine dei sentimenti che ha reso i suoi film così unici». Paola Casella di MYmovies.it apprezza la sceneggiatura di Corradi e Casseri, le quali riescono a dare al film un «senso di sorellanza, incarnato al sommo grado dalle due protagoniste», le cui interpreti «interiorizzano completamente i rispettivi ruoli, acquisendo fisicamente l'una una durezza programmatica, l'altra una negazione di sé che sfiora l'annullamento».

## Riconoscimenti
- 2025 – David di Donatello[16]
  - David dello spettatore
  - Candidatura alla migliore attrice non protagonista a Geppi Cucciari
  - Candidatura alla migliore canzone originale per Diamanti[17]
- 2024 – Ciak d'oro[18][19]
  - Migliore regista
  - Migliore attrice protagonista a Luisa Ranieri
  - Candidatura migliore film commedia